# Didier Camberabero
Didier Camberabero (Valence-sur-Rhône, 9 gennaio 1961) è un ex rugbista a 15 e allenatore di rugby a 15 francese, da giocatore mediano d'apertura e attualmente terzo miglior realizzatore di punti della Nazionale francese, con 354.

## Biografia
Proveniente da una famiglia di rugbisti internazionali (suo padre Guy e suo zio Lilian giocarono insieme in nazionale all'epoca del primo Grande Slam francese nel Cinque Nazioni 1968), crebbe rugbisticamente a La Voulte-sur-Rhône, per poi esordire nel rugby di vertice a Béziers (dove vinse una Coppa di Francia); successivamente fu a Nîmes, Grenoble e chiuse la carriera a 39 anni nel Perpignano, club con il quale disputò anche le competizioni europee.
Esordì in Nazionale in Coppa FIRA a Bucarest nel 1982 contro la Romania, e prese parte al successivo Cinque Nazioni 1983, che per 4 anni rimase il suo ultimo appuntamento internazionale; tornò a vestire i colori della Francia in occasione della Coppa del Mondo di rugby 1987, ancora contro la Romania; nella partita successiva, vinta 70-12 contro lo Zimbabwe, mise a segno 30 punti, record per giocatori nazionali francesi; sempre in detto incontro stabilì il record nazionale, tuttora insuperato e condiviso con suo padre Guy, di nove trasformazioni in un solo incontro (suo padre lo realizzò nel 1967 contro l'Italia).
Partecipò in seguito ai Cinque Nazioni del 1988, 1990, 1991 e 1993, vincendo il torneo 3 volte, due delle quali ex aequo (una volta con la Scozia e l'altra con l'Irlanda).
Il 30 giugno 1990, nel corso di un test match a Sydney vinto 28-19 sull'Australia, realizzò inoltre tre drop, record internazionale anch'esso, anche se condiviso con diversi altri giocatori, due dei quali francesi.
Camberabero fu presente anche alla Coppa del Mondo di rugby 1991 in Inghilterra e disputò il suo ultimo incontro internazionale nel Cinque Nazioni 1993, contro l'Irlanda, congedandosi nell'occasione con 11 punti, per un totale di 36 partite e 354 punti, che ne fanno a tutt'oggi il settimo miglior marcatore internazionale francese.
Passato dopo il ritiro alla carriera tecnica in parallelo alla sua attività imprenditoriale, ha allenato per un breve periodo, nella seconda metà della stagione 2005-06, il Racing Métro 92 di Parigi, come assistente di Philippe Benetton, lasciando poi l'incarico a fine campionato; nel biennio 2009-11 fu al suo antico club di La Voulte (nel 2010 fuso con un club di Valence e rinominato Rhône Ovalie Club) e dal 2011, dopo le dimissioni dal club per poter avvicinarsi alla sua famiglia, guida l'Agde, in Fédérale 2.

## Palmarès
- Coppe di Francia: 1
Béziers: 1985-86